# Dendrimer

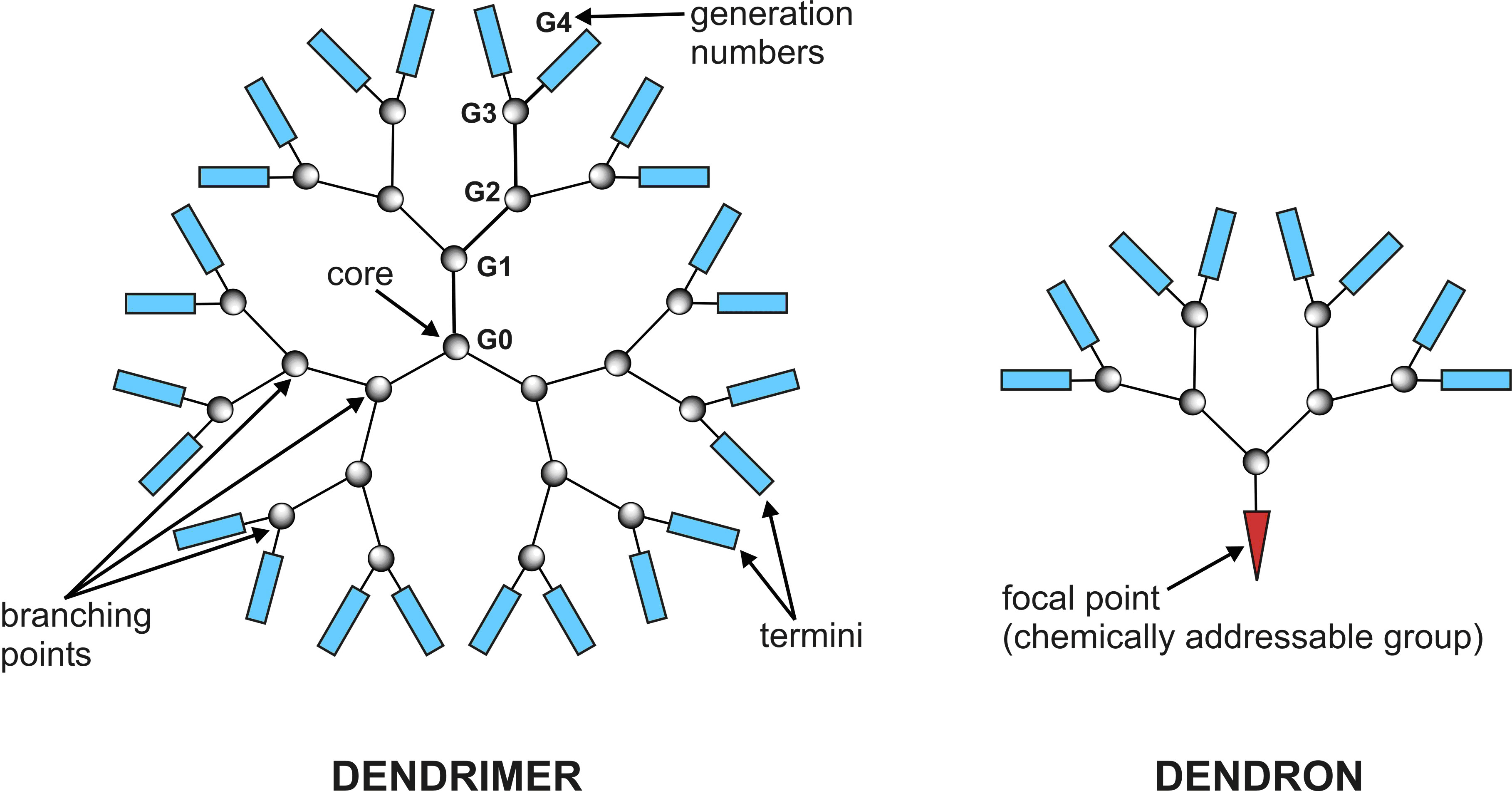
Dendrimer a dendron

Dendrimery (také se používají označení arboroly, dendrony a kaskádové molekuly) jsou vysoce uspořádané polymery s rozvětvenými molekulami.
Molekuly dendrimerů jsou obvykle souměrné podle svých středů a často zaujímají kulovitý tvar. Většinou obsahují chemicky dostupnou funkční skupinu, nazývanou ohnisko nebo jádro. Rozdíly mezi dendrimery a dendrony jsou zobrazeny výše; tyto pojmy se však často zaměňují.

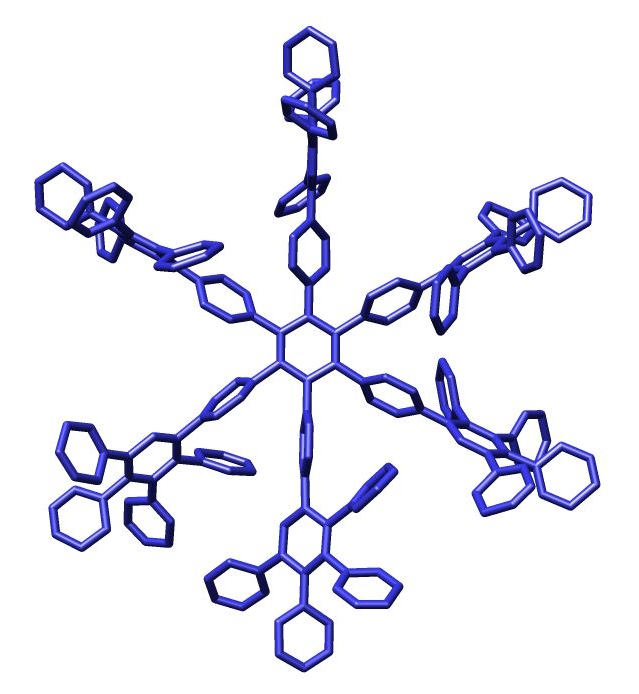
Krystalová struktura polyfenylenového dendrimeru první generace

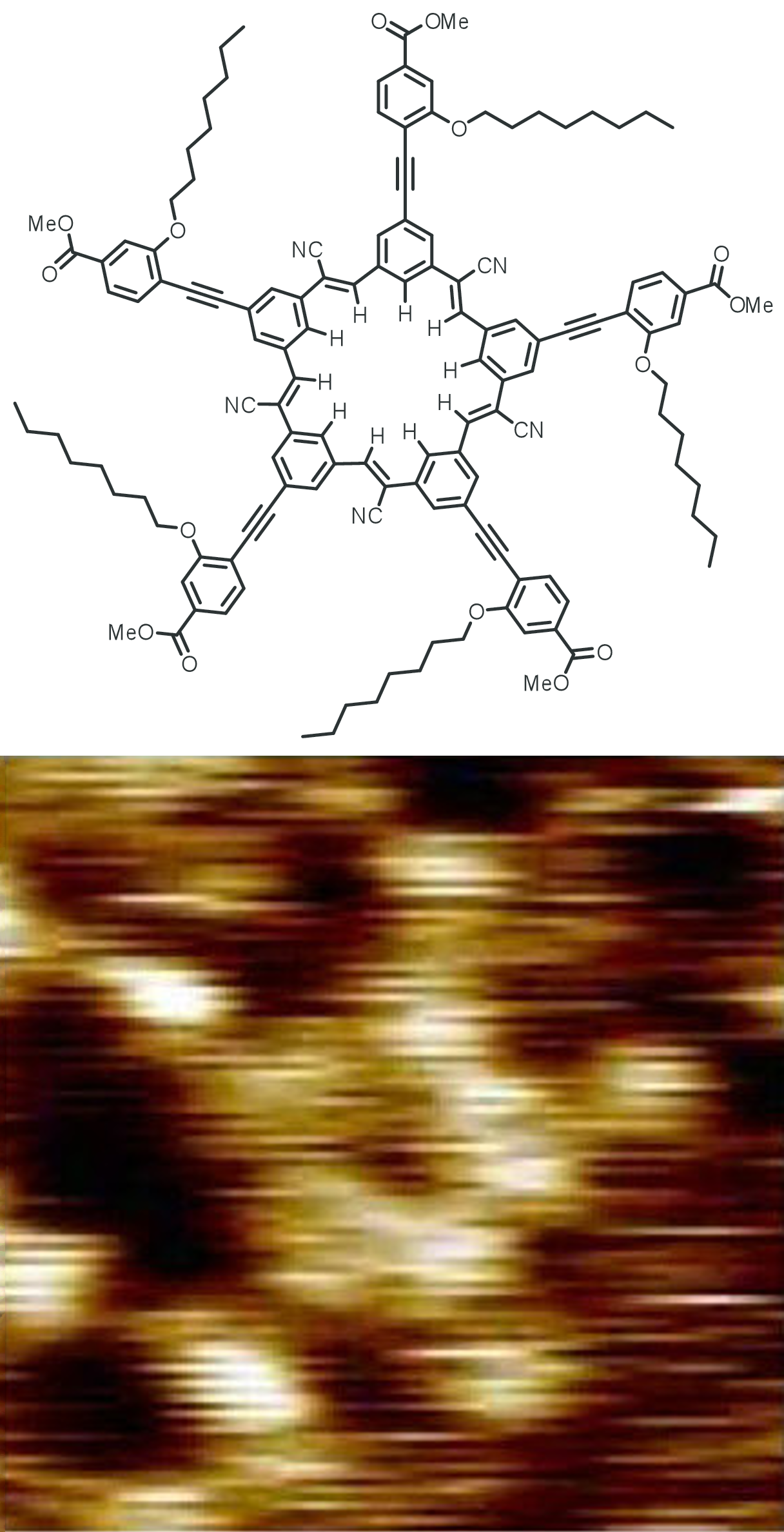
Struktura „cyanostarového“ dendrimeru a jeho obrázek ze skenovacího tunelového mikroskopu

První dendrimery připravili Fritz Vögtle v roce 1978 divergentní syntézou, R. G. Denkewalter v roce 1981, Donald Tomalia roku 1983 a 1985 a ve stejném roce i George R. Newkome.
V roce 1990 vyvinuli Craig Hawker a Jean Fréchet konvergentní metodu přípravy.

## Příprava

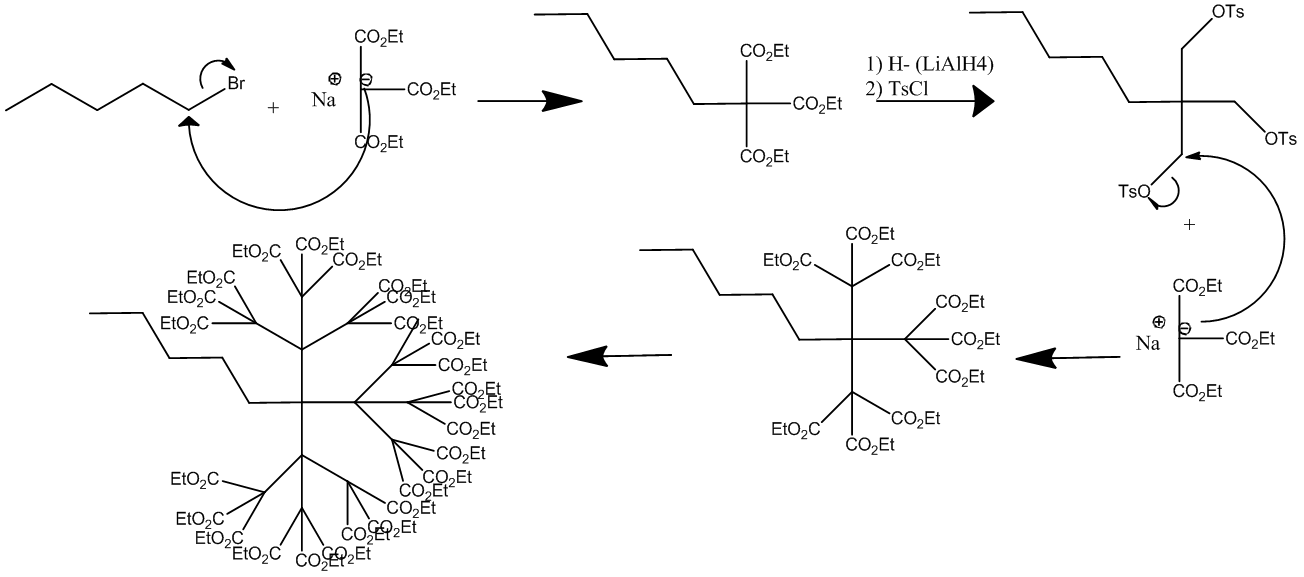
Příprava arborolu druhé generace

Jeden z prvních dendrimerů, Newkomeův dendrimer, byl připraven v roce 1985. Na obrázku výše je zobrazen mechanismus přípravy prvních dvou generací divergentním způsobem. Nejprve se provede nukleofilní substituce 1-bromopentanu triethylnatriomethantrikarboxylátem v dimethylformamidu a benzenu. Esterové skupiny se poté redukují hydridem lithnohlinitým na triol, čímž se odstraní chránicí skupina. Následuje aktivace konců řetězce přeměnou alkoholových skupin na tosylové pomocí tosylchloridu a pyridinu. Tosyly slouží jako odstupující skupiny v další reakci s trikarboxylátem, při níž vzniká druhá generace. Opakováním předchozích dvou kroků se dají připravit arboroly vyšších generací.
Nejrozšířenějším dendrimerem je poly(amidoamin) (PAMAM). Jeho jádro tvoří diamin (obvykle ethylendiamin), jenž reaguje s methylakrylátem a pak s dalším ethylendiaminem za vzniku PAMAMu generace 0 (G0). Následnými reakcemi se poté získávají produkty vyšších generací, které mají odlišné vlastnosti. Nižší generace nemají žádné znatelné vnitřní oblasti, zatímco (G3 a G4) mají vnitřní prostory zřetelně oddělené od vnější části dendrimeru. Velké (G7 a větší) dendrimery se chovají jako pevné částice s velmi hustými povrchy, což je způsobeno strukturou jejich vnějších vrstev. Funkční skupiny na povrchu dendrimerů lze využít v mnoha oblastech .
Dendrimery mají tři hlavní části: jádro, vnitřní obálku a vnější obálku. Obvykle lze dendrimer připravit tak, aby měl v každé této části jiné funkční skupiny; tím se dají ovlivňovat vlastnosti, jako jsou rozpustnost, tepelná stálost a možnost připojení dalších sloučenin k různým účelům. Velikost a rozvětvenost dendrimeru se také určuje při jeho přípravě. Existují dvě metody syntézy dendrimerů, divergentní a konvergentní. Vzhledem k tomu, že je třeba provést mnoho kroků k ochraně aktivních míst, tak je syntéza některou z těchto metod obtížná. Kvůli tomu jsou dendrimery těžké na přípravu a drahé.

### Divergentní metody

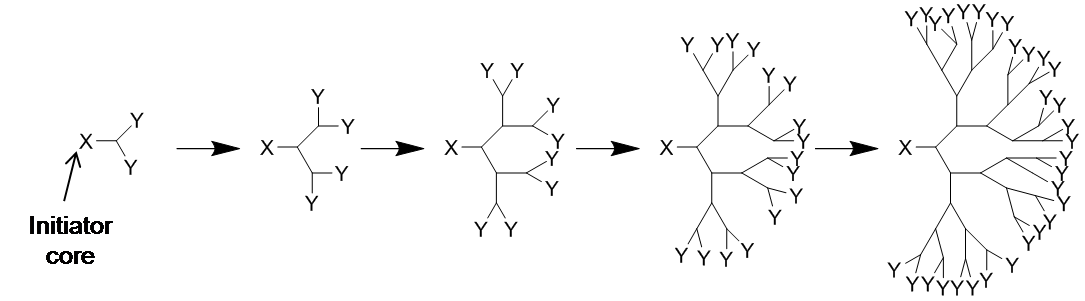
Schéma divergentní syntézy dendrimerů

Dendrimery mají víceúčelová jádra, která jsou rozšiřována posloupnostmi reakcí, jako je Michaelova reakce. Každý krok musí proběhnout úplně, aby se zamezilo chybám ve struktuře dendrimeru, kvůli čemuž by mohly být některé větve kratší než ostatní. Nečistoty mohou způsobit odchylky ve funkcionalitě a symetrii dendrimeru, dosažení čistoty je však obtížné, protože rozdíly mezi správnými a nesprávnými dendrimery bývají malé.

### Konvergentní metody

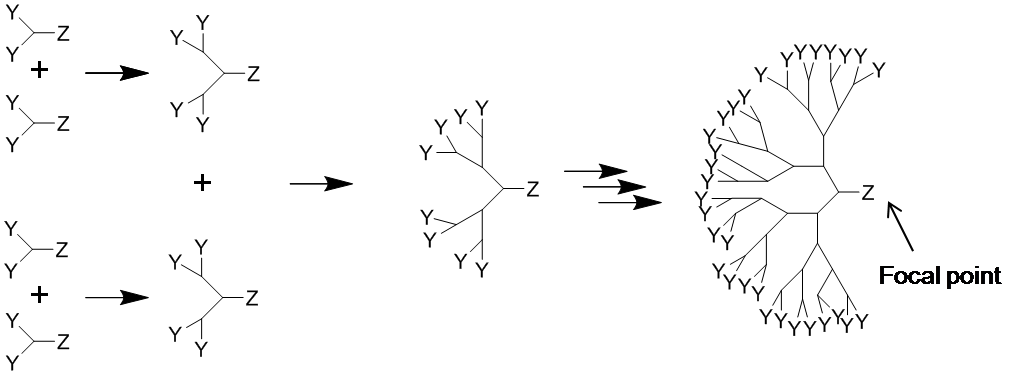
Schéma konvergentní syntézy dendrimerů

Dendrimery lze připravit z malých molekul, které zůstávají navázány na povrch jejich molekul, a reakcemi uvnitř struktury, po kterých se funkční skupiny navazují na jádro. U tohoto postupu je odstraňování nečistot mnohem snadnější a vznikají zde kratší větve, takže vytvořený dendrimer je více monodisperzní. Dendrimery připravené tímto způsobem ovšem nejsou kvůli sterickým efektům tak velké jako ty připravené divergentními metodami.

### Click chemie

Příprava dendrimeru Dielsovou–Alderovou reakcí

Dendrimery je možné připravit metodami click chemie, jako jsou Dielsovy–Alderovy reakce, thiol-enové a thiol-ynové reakce a reakce azidů s alkyny.

## Vlastnosti
Dendrimery a dendrony se vyznačují monodisperzitou a obvykle i vysokou symetričností a sféričností molekul. Dendritické molekuly lze přibližně rozdělit na látky s nízkými a vysokými molárními hmotnostmi. Do první kategorie patří dendrimery a dendrony, do druhé dendronizované polymery, hyperrozvětvené polymery a polymerové kartáče.
Vlastnosti dendrimerů převážně určují funkční skupiny na povrchu molekul, existují však i dendrimery s vnitřními funkcionalitami.
Dendritické zapouzdření funkčních molekul umožňuje izolaci aktivního místa, struktury napodobující aktivní místa u biomateriálů.
Lze připravit dendrimery rozpustné ve vodě (což u většiny polymerů není možné), a to funkcionalizací jejich vnějších vrstev nabitými nebo jinými hydrofilními skupinami. K řiditelným vlastnostem patří rovněž toxicita, krystaličnost a chiralita.
Dendrimery mohou být také klasifikovány podle generací, což jsou čísla udávající počet opakujících se rozvětvených cyklů vznikajících v průběhu jejich syntézy. Například dendrimer získaný konvergentní syntézou (na obrázku níže), u něhož byly provedeny rozvětvovací reakce třikrát, se řadí do třetí generace. Každá další přidaná generace přibližně zdvojnásobuje molekulovou hmotnost dendrimeru předchozí generace. Dendrimery vyšších generací mívají více funkčních skupin na povrchu, což je možné využít k úpravě jejich vlastností.

## Použití
Dendrimery se obvykle používají k připojování dalších sloučenin, které mohou fungovat jako detekční látky, afinitní ligandy, radioligandy, kontrastní látky nebo léčiva. Dendrimery mají pro tato využití velký potenciál, protože jejich struktury mohou tvořit vícevazné systémy; jedna molekula dendrimeru má i stovky míst, kam navázat aktivní látky. Je veden výzkum zaměřený na úpravu hydrofobních prostředí dendritických médií za účelem provádění fotochemických reakcí vytvářejících produkty, jejichž syntéza je jinak obtížná. Byly připraveny ve vodě rozpustné dendrimery zakončené karboxylovými a fenolovými skupinami vhodné pro doručování léčiv i schopné chemických reakcí ve svých vnitřních částech.
Probíhají snahy o navazování zaměřovacích molekul a molekul léčiv na stejný dendrimer, čímž by se omezily vedlejší účinky na zdravé buňky.
Dendrimery také lze použít ke zlepšení rozpustnosti. Od svého zavedení v 80. letech 20. století jsou dendrimery díky své struktuře velkými kandidáty na využití v chemii host–guest.
Dendrimery s hydrofobními jádry a hydrofilními vnějšími částmi mají v roztocích vlastnosti podobné micelám.
Využití dendrimerů jako jednomolekulových micel navrhl George R. Newkome v roce 1985.
Tímto objevem bylo rozvinuto využití dendrimerů ke zlepšování rozpustnosti.
Většina léčiv má hydrofobní vlastnosti, což způsobuje řasu potíží. Tyto nevýhody lze překonat navázáním dendrimerů, které uzavřou do sebe molekuly léčiva a zlepší jejich rozpustnost v důsledku tvorby vodíkových vazeb s vodou.
Po celém světě probíhá výzkum využití dendrimerů při doručování léčiv a cílově specifických nosičů.
Příkladem dendrimeru s farmaceutickým využitím je polyethoxyethylglycinamidový (PEE-G) dendrimer. Tento dendrimer má vysokou HPLC čistotu, je stabilní, rozpustný ve vodě a vykazuje nízkou toxicitu.

### Distribuce léčiv

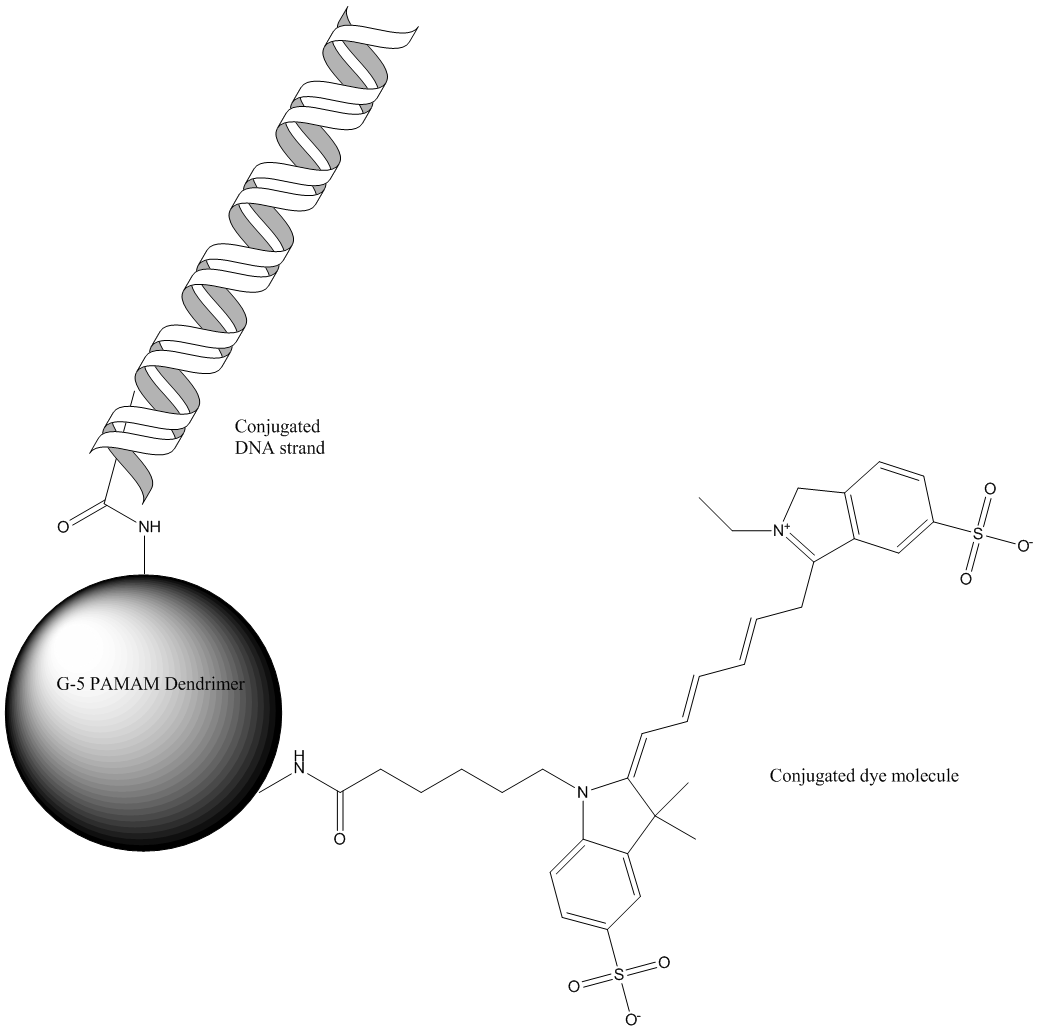
Struktura G-5 PAMAMového dendrimeru s navázanými molekulami barviva a DNA

Byly vyvinuty postupy pro doručování přírodních látek pomocí polymerních nosičů. Dendrimery se zkoumají pro možné uzavření hydrofobních sloučenin a jejich doručování do buněk. Vlastnosti dendrimerů, jako jsou monodisperzita, rozpustnost ve vodě, schopnost obalení molekul a velké množství navázatelných funkčních skupin a makromolekul z nich činí vhodné kandidáty na doručování léčiv.

#### Vliv chemických modifikací dendrimeru
Dendrimery jsou dobře využitelnými nosiči pro léčiva díky širokému spektru chemických modifikací, které mohou zlepšit jejich využitelnost in vivo a umožňují cílené doručení léčiva na konkrétní místo.
Navázání léčiva na dendrimer lze dosáhnout třemi způsoby (1) kovalentním nebo konjugačním připojením na vnější povrch za vzniku dendrimerového proléčiva, (2) iontovou koordinací na nabité vnější funkční skupiny a (3) micelovitým obalením jeho molekuly.
U proléčivové struktury může být vazba léčiva na dendrimer, v závislosti na požadované kinetice, přímá nebo skrz jinou skupinu. Tato skupina by měla být citlivá na pH, odštěpitelná pomocí enzymu, nebo obsahovat disulfidový můstek. Velké množství použitelných skupin zajišťuje rozsáhlé možnosti úpravy vlastností, i připojení další molekuly. Hlavními parametry jsou (1) mechanismus uvolnění po příchodu na cílové místo, ať už v buňce nebo orgánové soustavě, (2) prostorové vlastnosti systému léčivo-dendrimer, které mají zabránit lipofilním molekulám ve skládání do dendrimeru, a (3) rozložitelnost propojující skupiny a následné změny v molekule léčiva.
Častou látkou sloužící k pozměnění povrchového náboje a doby cirkulace dendrimerů je polyethylenglykol (PEG). Povrchový náboj má vliv na interakce dendrimerů s biologickými systémy, například dendrimery upravené na aminových koncích interagují s buněčnými membránami skrze aniontové náboje. Některé studie in vivo ukázaly, že polykationtové dendrimery jsou v důsledku zvýšení propustnosti membrán cytotoxické, což lze omezit PEGylacemi aminových skupin, vedoucími k nižší cytotoxicitě a omezení hemolýzy.
V dalších studiích bylo zjištěno, že PEGylace dendrimerů zpomaluje uvolňování léčiv, prodlužuje cirkulační časy in vivo a snižuje toxicitu.
K úpravě biodistribuce dendrimerů a umožnění jejich zacílení na jednotlivé orgány lze použít mnoho různých funkčních skupin; například folátové receptory mají v nádorových buňkách příliš vysokou míru exprese a jsou tak potenciálními cíli lokalizovaného doručování chemoterapeutik. Konjugací kyseliny listové na PAMAMové dendrimery dochází ke zlepšení cílenosti a k omezení toxických účinků mimo cílové buňky za současného zachování účinků.
Zaměřování dendrimerů na cílové buňky pomocí protilátek se také ukázalo jako slibné pro zacílené doručování léčivých látek. Vzhledem k tomu, že jsou EGF receptory v mozkových nádorech často přeexpresované, tak se jedná o vhodné cíle místně specifických léků. Dodávka boru do nádorových buněk je důležitá pro účinnost léčby záchyty neutronů, která vyžaduje vysokou koncentraci boru v nádorových a nízkou koncentraci ve zdravých buňkách. Borovaný dendrimer konjugovaný s monoklonální protilátkou cílící na EGF u krys umožnil k účinné distribuci boru do nádorů.
Použití nanočástic dendrimerů s peptidy bylo úspěšné při cílené destrukci HCT-116 buněk karcinomu tlustého střeva. Cílené peptidy lze použít k dosažení místní či buněčné specifity; tyto peptidy vykazují lepší specificitu při spojení s dendrimery. Příkladem může být gemcitabin-YIGSR-CMCht/PAMAM, druh dendrimerové nanočástice, který cíleně ničí tyto nádorové buňky, čehož se dosahuje selektivními interakcemi dendrimeru s lamininovými receptory. Peptidové dendrimery by mohly být využity k přesné distribuci léčiv do nádorových buněk.
Mechanismus příjmu dendrimerů buňkami lze rovněž upravovat pomocí cílených chemických modifikací. Nezměněný PAMAM-G4 dendrimer vstupuje do aktivovaných mikroglií endocytózou v kapalné fázi. Modifikacemi PAMAM-G4 dendrimerů manózou je možné změnit mechanismus internalizace na manózovým receptorem (CD206) řízenou endocytózu. Navázání manózy u králíků mění biodistribuci ve zbytku těla.

#### Farmakokinetika a farmakodynamika
Dendrimery mohou výrazně změnit farmakokinetické a farmakodynamické vlastnosti léčiv. Při použití nosičů není farmakokinetika a farmakodynamika určována vlastnostmi samotného léčiva, ale umístěním dendrimeru, uvolňováním léčivé látky a vylučováním dendrimeru. ADME vlastnosti lze měnit změnami ve velikosti, struktuře a povrchu dendrimeru. Zatímco G9 dendrimery jsou velmi silně distribuovány do jater a sleziny, tak G6 dendrimery mají distribuci výrazně širší. S nárůstem molekulové hmotnosti se zpomaluje vylučování močí a krevní plazmou (prodlužuje se biologický poločas).

#### Způsoby distribuce
Za účelem zlepšení pohodlí pacienta se často upřednostňuje ústní podání před ostatními způsoby aplikace léku, biodostupnost řady léčiv však v takových případech bývá. Dendrimery mohou zlepšit rozpustnost a stabilitu ústně podaných léčiv a zlepšit jejich průchod přes střevní stěnu. Biodostupnost PAMAMových dendrimerů konjugovaných s léčivými látkami byla zkoumána u myší; zjistilo se, že okolo 9 % dendrimeru se nezměnilo a že ve střevech docházelo k minimálnímu rozkladu dendrimeru.
Nitrožilně podané dendrimery by mohly být využity jako genové vektory k distribuci genů do různých orgánů i nádorů. V jedné studii byly nitrožilně podány PPI dendrimery s genovými komplexy a došlo k expresi těchto genů v játrech, a v jiné podobné injekce pomohly zpomalit růst nádorů u pozorovaných zvířat.
Hlavní překážkou při aplikaci přes kůži je pokožka. Hydrofobní léčiva se obtížně dostávají přes kůži, protože se koncentrují v kožním mazu. Použití PAMAMových dendrimerů s nesteroidními antiflogistiky vedlo ke zvýšení hydrofility, které umožnilo lepší průnik léčiva.
Dendrimery mohou být též použity v oftalmologických léčivých přípravcích. T. F. Vanndamme a L. Bobeck použili PAMAMové dendrimery u králíků na dvě modelová léčiva a měřili čas setrvání v očích; ten byl srovnatelný a někdy i větší než u dosud používaných biopolymerů. Tyto výsledky ukázaly, že upravená léčiva mají při použití s dendrimery větší aktivitu a biodostupnost, než bez nich. Konjugáty kyseliny hyaluronové upravitelné pomocí světla, nazývané kyselinové hydrogely, byly použity jako stehy aplikované přímo do oční rohovky. Tyto hydrogelové stehy měly u králíků lepší vlastnosti než tradiční a vedly k nižší tvorbě jizev.

#### Distribuce léčiv v mozku
Pomocí dendrimerů lze efektivně dostat léčiva in vivo skrz hematoencefalickou bariéru. Příkladem je použití PAMAMových dendrimerů s koncovými hydroxyly, které lze zacílit na mozkové makrofágy, což bylo ověřeno fluorescenčně značkovanými dendrimery neutrální generace na králičích modelech mozkové obrny.
Tento postup umožnil provádění distribuce léčiv za mnoha různých podmínek, od mozkové obrny a jiných neurozánětlivých onemocnění po poranění mozku a hypotermickou zástavu oběhu, u řady zvířecích modelů, jako jsou myši, králíci a psi.
Vstřebávání dendrimeru do mozku přímo souvisí se závažností zánětu a poškozením hematoencefalické bariéry. o kterém se předpokládá, že jde o hlavní faktor umožňující průchod dendrimeru.
Dendrimer- s připojeným N-acetylcysteinem vykázal in vivo účinnost jako protizánětlivé léčivo při dávkách přibližně 1000krát nižších než samotné léčivo, což může usnadnit léčbu mozkové obrny, Rettova syndromu, makulární degenerace a jiných zánětlivých nemocí.

#### Klinické pokusy
Existuje několik produktů obsahujících dendrimery, které jsou schváleny pro použití, nebo u nich probíhají klinické testy. SPL7013, je hyperrozvětvený polymer schválený k léčbě bakteriální vaginózy a k prevenci rozvoje HIV, HPV and HSV v Evropě, jihovýchodní Asii, Japonsku, Kanadě a Austrálii. Vzhledem k účinnosti SPL7013’s vůči širokému spektru virů, byla tato látka testována jako možný lék na SARS-CoV-2. Prvotní in vitro studie ukázaly vysokou účinnost při prevenci nákazy SARS-CoV-2 v buňkách.

### Distribuce genů
Možnost dopravit části DNA do požadovaných částí buňky představuje řadu výzev. Výzkum se zaměřuje především na nalezení způsobů dopravy genů do buněk pomocí dendrimerů, aniž by došlo k poškození nebo deaktivaci DNA. K zachování aktivity DNA v průběhu dehydratace se komplexy dendrimerů s DNA obalí polymery rozpustnými ve vodě a následně uzavřou mezi dvě vrstvy funkčního polymeru, který se rychle rozkládá a řídí transfekci genu. Na základě tohoto postupu byly komplexy PAMAMových dendrimerů a DNA použity k obalení biologicky rozložitelných polymerních povlaků pro substrátem řízenou distribuci genů. Rychle se rozkládající funkční polymery mají velký potenciál k využití pro lokalizovanou transfekci.

### Senzory
Dendrimery by mohly být použity jako senzory. Zkoumají se systémy, jako jsou snímače pH založené na poly(propylenimin)u, a poly(propylenamin)ové dendrimery první a druhé generace sloužící k fotodetekci kationtů kovů.
Tato oblast je předmětem širokého výzkumu, díky možnosti využití vícenásobné detekce v důsledku většího počtu vazebných míst u dendrimerů.

### Nanočástice
Dendrimery také mohou sloužit na přípravu monodisperzních kovových nanočástic. Poly(amidoamid)ové (PAMAM) dendrimery mají terciární aminové skupiny v místech, kde se dendrimer rozvětvuje. Kovové ionty se aplikují do vodného roztoku dendrimeru a vytvoří komplex s volnými elektronovými páry na terciárních aminech. Následně jsou ionty redukovány na oxidační číslo 0, čímž se utvoří nanočástice uzavřené v dendrimeru. Tyto nanočástice mívají velikosti mezi 1,5 a 10 nanometry.

### Ostatní použití
Vzhledem k častému používání herbicidů a insekticidů v zemědělství nacházejí dendrimery využití i při zlepšování distribuce agrochemikálií za účelem zlepšení růstu plodin a boji proti rostlinným chorobám.
Dendrimery jsou také zkoumány jako náhrady krve. Jejich velké molekuly obklopující centrum napodobující hem výrazně omezuje míru degradace a cytotoxicity oproti volnému hemu.
Dendritický funkční polymer polyamidoamin (PAMAM) se používá na přípravu mikrokapslí a na výrobu samoopravujících nátěrů.